# Diamoci la mano/Fateli tacere
Diamoci la mano / Fateli tacere è il quinto ed ultimo singolo su 7" de I Balordi pubblicato nel 1968 dalla Durium.

## Tracce
Lato A
1. Diamoci la mano

Lato B
1. Fateli tacere

## Credits
- Marco Ferradini: Basso, voce
- Scritto da: Sergio Ricci, Stefano Torossi